# Electro-industrial
Electro-industrial je glazbeni žanr koji je nastao iz EBM i post-industrial scene. Glazba zvuči vrlo abrazivno i uglavnom je sastavljena isključivo od elektronskih zvukova. Bas posjeduje veliko količinu distorzije. Pioniri žanra su Skinny Puppy i Front Line Assembly među ostalima.
Uz žanr je usko vezana rivethead sub-kultura. U ranim 1990-ima iz njega je nastao novi (pod)žanr: dark electro a sredinom/krajem 1990-ih i Aggroech.